# Crazy Dunkers
 (septembre 2016).
Si vous disposez d'ouvrages ou d'articles de référence ou si vous connaissez des sites web de qualité traitant du thème abordé ici, merci de compléter l'article en donnant les références utiles à sa vérifiabilité et en les liant à la section « Notes et références ».
Les Crazy Dunkers sont un groupe de basket acrobatique français. Ils réalisent des figures acrobatiques, des plus classiques (salto avant, salto arrière, salto ½ vrille, passes « aveugles », « lasers », « millimétrées »),  aux plus atypiques et inédites (par exemple, la pyramide 3). 

## Histoire

### La naissance du groupe
À l’origine, il s’agit d’une bande de copains originaires de Feurs (Loire, 42) qui, après avoir vu une représentation de basket acrobatique, décident de se lancer dans la discipline et se retrouvent régulièrement pour s’entraîner, créer et répéter des combinaisons de figures acrobatiques dunkées (qui s’achèvent par un dunk) à l’aide de trampolines, dans un gymnase. On ne parle pas encore des Crazy Dunkers.
Licenciés du club Les Enfants du Forez (club de basket de Feurs), ils sont rapidement repérés et sollicités par le club pour animer le tournoi de Pâques organisé chaque année. Après ce premier spectacle, on parle d’eux à l’échelle locale et ils se font rapidement connaître au-delà des frontières du département de la Loire grâce au bouche à oreille. Les basketteurs, souvent sollicités, créent alors l’association « Les Aigles du Forez ».
En 1997 repérés par un producteur de spectacle, ils sont embauchés pour réaliser des shows durant 6 semaines dans un  parc d’attraction de la région parisienne. Ils changeront alors de nom pour se faire appeler les Crazy Dunkers.

### Une notoriété grandissante
Progressivement, ils acquièrent une notoriété certaine et commencent à faire leur apparition sur des événements internationaux majeurs tels que le Championnat d'Europe de basket-ball masculin en France en 1999. Ils réalisent une première tournée aux États-Unis en 2000, et animent les matchs de certaines équipes de NBA en 2001. Les Crazy Dunkers sont reconnus dans le milieu du basket-ball professionnel. Ils participent régulièrement à des événements majeurs de ce sport tels que la Semaine des As ou encore l'Euroleague. Leur renommée s’accroît et prend une nouvelle dimension lorsqu’en 2004 et 2008, ils participent aux Jeux Olympiques d’Athènes et de Pékin pour l’animation des matchs de basket. En 2012, le LOCOG, entité d'organisation des Jeux Olympiques de Londres, les a sollicité pour animer le tournoi olympique de basket pour la troisième édition consécutive. En participant à l’événement majeur de l'année, que sont les Jeux Olympiques de Londres, les Crazy Dunkers réaffirment leur suprématie internationale dans leur discipline. 

## Records
- Record du monde du dunk le plus long, en 2003,
- Record du monde du nombre de saltos smashés en 30 secondes, en 2005,
- Record du monde du salto smashé le plus long, en 2007.